# Јован Карамата
Јован Карамата (Загреб, 1. фебруар 1902 — Женева, 14. август 1967) био је српски математичар, универзитетски професор и академик. Карамата је један од највећих српских математичара 20. века.

## Биографија
Факултет је завршио у Београду 1925. године, а само три месеца касније исте године је докторирао код Михаила Петровића.
Био је универзитетски професор у Београду од 1930. до 1950. године са краћим прекидом током рата. Зимски семестар 1937-38. провео је у Немачкој, гостујући на тамошњим универзитетима, након чега је добио позив са Сорбоне за низ предавања. Прешао је 1950. године, по позиву, на Женевски универзитет где је остао до смрти. Творац је школе теорије реалних функција. Аутор је теорије правилно променљивих функција, која је значајна у савременој теорији вероватноће. Написао је и низ радова који и данас, после неколико деценија од њиховог објављивања служе као полазишта у математичким истраживањима. Дописни члан Српске краљевске академије постао је 1939, а редовни члан Српске академије наука и уметности 1948. године.
У знак сећања на Јована Карамату откривена је спомен-плоча у бронзи у Његошевој 18 у Земуну, 23. априла 2008. Овај догађај био је у организацији САНУ, на откривању плоче су говорили академик Зоран Максимовић, секретар Одељења за физику, математику и гео-науке САНУ и проф. др Миодраг Матељевић, декан Математичког факултета.